# انتخابات ریاست‌جمهوری ایالات متحده آمریکا (۱۸۰۴)
انتخابات ریاست‌جمهوری ایالات متحده آمریکا (۱۸۰۴)، ۵امین انتخابات ریاست‌جمهوری بود که از تاریخ جمعه، ۲ نوامبر، تا چهارشنبه، ۵ دسامبر ۱۸۰۴ میلادی برگزار شد. در این انتخابات، رئیس‌جمهور توماس جفرسون نامزد دموکرات-جمهوری‌خواه بود که به آسانی نامزد فدرالیست، چارلز سی. پینکنی را شکست داد. جرج کلینتون نیز به عنوان معاون رئیس‌جمهور انتخاب شد و کار خود را برای جیمز مدیسون، رئیس‌جمهور پسین نیز ادامه داد.

## نگارخانه

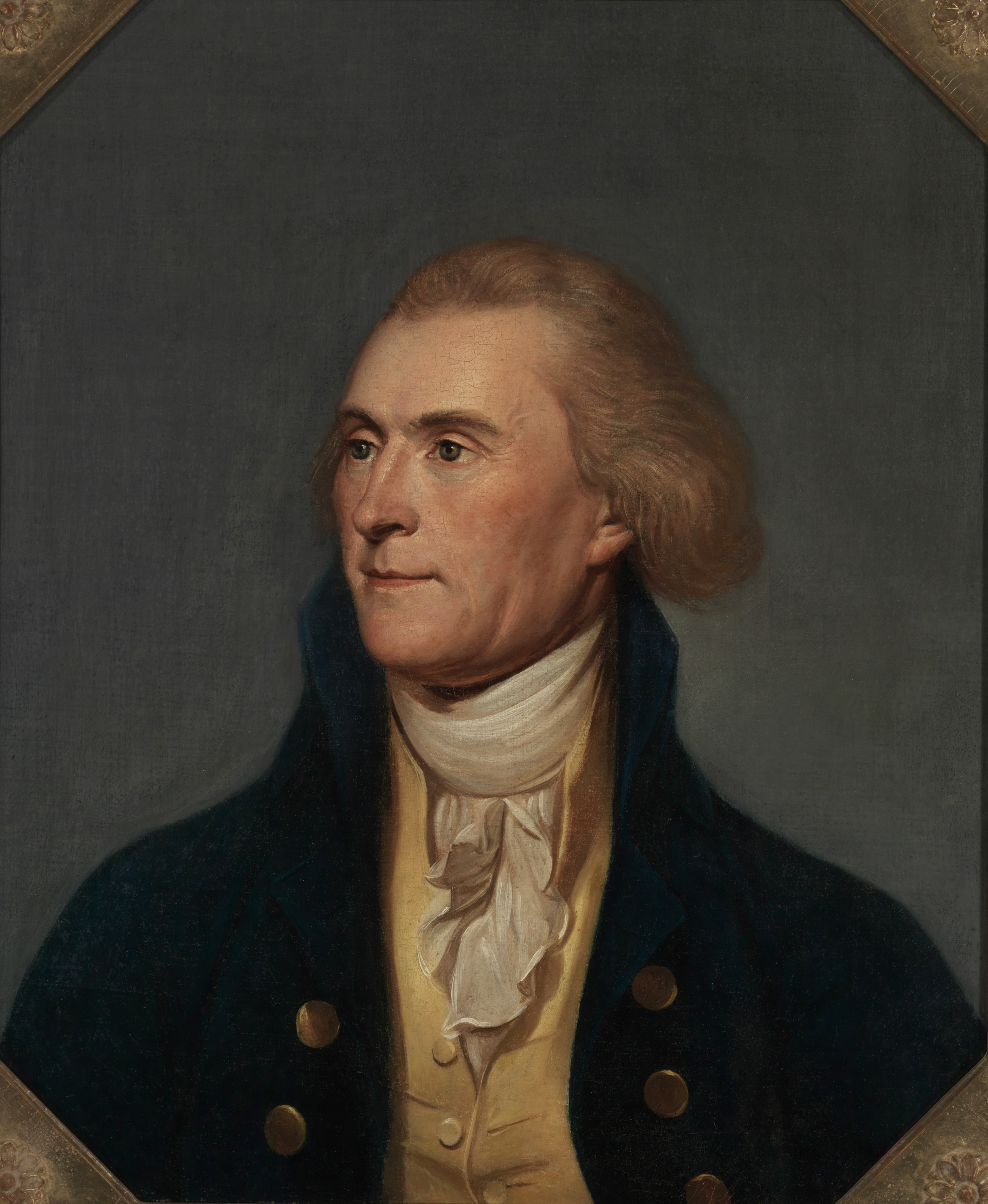
توماس جفرسون
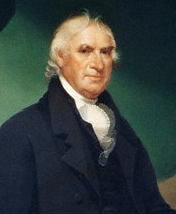
جرج کلینتون
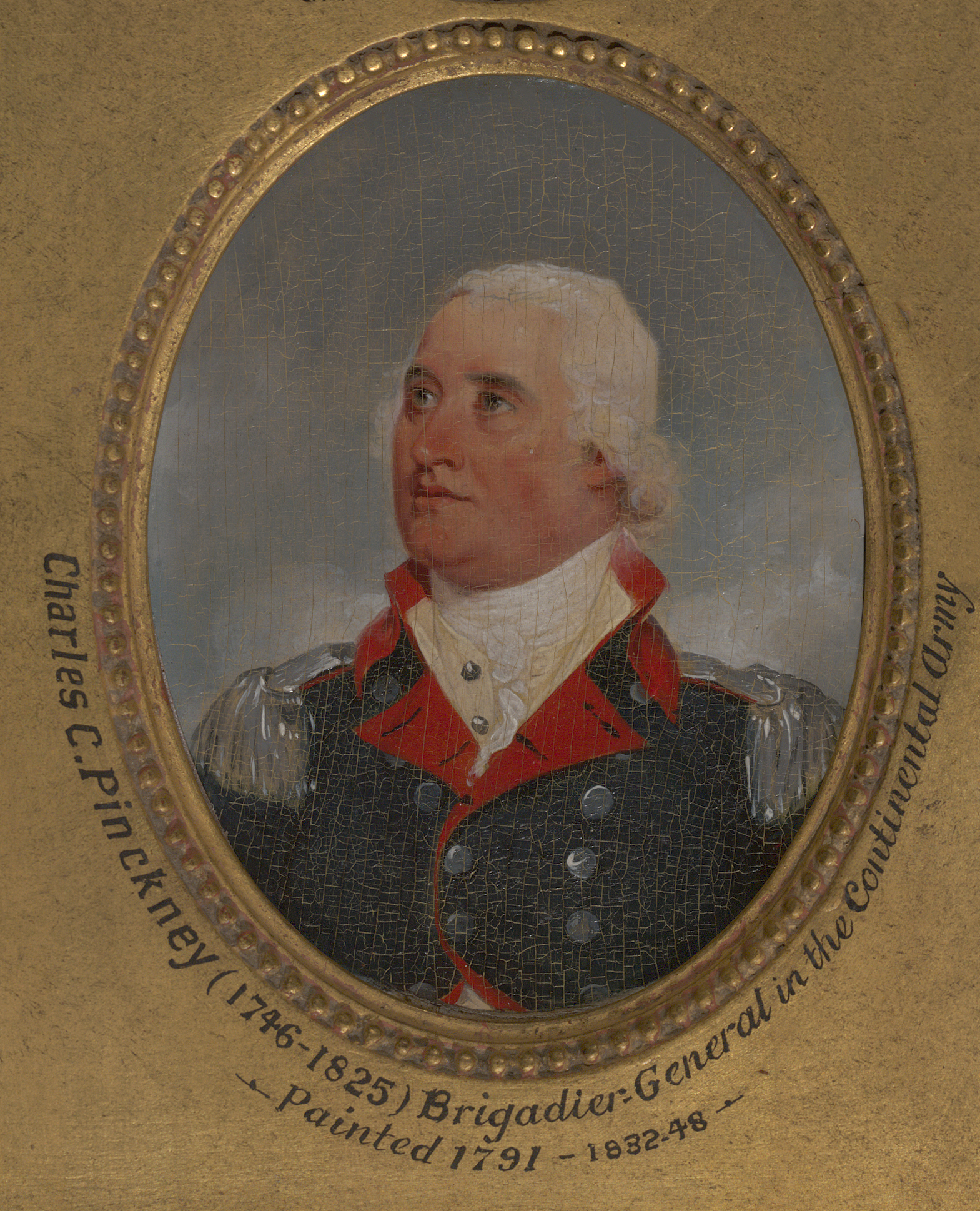
چارلز پینکنی
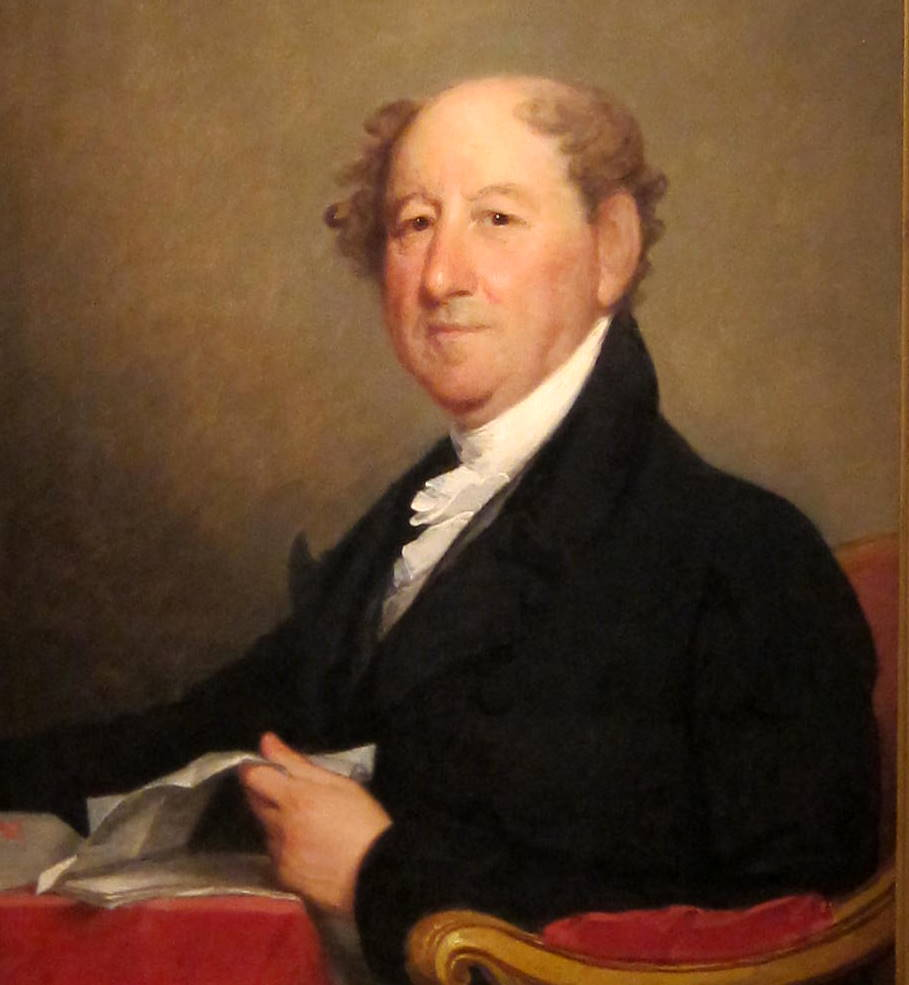
روفس کینگ